# اکوسوسیالیسم
اکوسوسیالیسم، سوسیالیسم سبز یا سوسیالیسم بوم یک ایدئولوژی است که از ترکیب و ادغام جنبه‌ها و نمودهایی از مارکسیسم، سوسیالیسم، سیاست‌های سبز، بوم شناسی و جنبش ضد جهانی سازی شکل گرفته‌است. اکوسوسیالیست‌ها عموماً معتقدند که سیستم سرمایه‌داری (کاپیتالیسم) باعث محرومیت‌های اجتماعی، فقر، و نابودی محیط زیست از طریق جهانی‌سازی و امپریالیسم تحت حاکمیت حکومت‌های سرکوب‌گر و ساختارهای چنددولتی  می‌شود. اکوسوسیالیست‌ها مدافع خلع سلاح و نابودی بدون خشونت کاپیتالیسم و حکومت‌ها هستند و کانون تفکرات خود را بر مالکیت اشتراکی ابزار تولید به‌وسیله شرکای آزاد تولید و استقرار مجدد کمون‌ها (مردم عادی) بر قدرت بنا نهاده‌اند.
اکوسوسیالیست‌ها منتقد بسیاری از فرم‌های گذشته و حال سوسیالیسم و سیاست سبز می‌باشند. معمولاً اکوسوسیالیست‌ها را با نام سبزهای سرخ می‌شناسند - پیرو سیاست‌های سبزشان و مخالفت آشکارشان با کاپیتالیسم که اغلب ملهم از مارکسیسم است. (برای فهم بهتر سبزهای سرخ باید آن‌ها را برای مقایسه در مقابل سبزهای آبی قرار داد). به زبان کنایه و تمسخر به سبزهای سرخ هندوانه می‌گویند بنا به این واقعیت که آن‌ها عدالت اجتماعی را بر اهداف محیط زیستی خود ترجیح می‌دهند. دلالت بر اینکه در ظاهر سبز هستند ولی در باطن سرخ. ابداع اصطلاح «هندوانه» را معمولاً به پتر بکمن (Petr Beckmann) و بیشتر به وارن ت.بروکس (Warren T. Brookes) نسبت می‌دهند که هر دو از مخالفین سرسخت جنبش محیط زیست‌اند.
اکوسوسیالیست‌ها همچنین با بوروکراسی و برخی تئوری‌های سوسیالیستی مثل مائوئیسم و استالینیسم مخالفت می‌ورزند. ایشان با آنچه به کاپیتالیسم دولتی یا بوروکراسی اشتراکی معروف است مخالف‌اند. در عوض، اکوسوسیالیست‌ها بر ترکیب سوسیالیسم و بوم‌شناسی تأکید می‌کنند در عین حال که اهداف آزادی خواهانهٔ سوسیالیسم اولیه را ارج می‌نهند. اکوسوسیالیست‌ها در جستجوی دنیایی هستند که مالکیت اشتراکی ابزار تولید از طریق «شرکای آزاد تولید» بر آن حاکم باشد و هرگونه سلطه به خصوص نابرابری جنسی (تبعیض بین زن و مرد) و نژادپرستی از آن رخت برافکنده باشد. خواسته‌های ایشان همچنین شامل استقرار مجدد مردم عادی بر قدرت، به جای مالکیت خصوصی می‌شود.
در عمل، اکوسوسیالیست‌ها تئوری‌های گوناگونی را بسط داده‌اند که به ایجاد جهانی پست کاپیتالیسمی، پست دولتی منتهی خواهد شد.